# Campeonato NORCECA de Voleibol Masculino
O Campeonato NORCECA de Voleibol Masculino é o torneio realizado pela Confederação da América do Norte, Central e Caribe de Voleibol (NORCECA) reunindo as principais seleções nacionais afiliadas deste esporte. É realizado a cada dois anos, cuja primeira edição foi sediada no México em 1969, com a seleção de Cuba sagrando-se campeã.

## Resultados
| 1969 Detalhes | Cidade do México           | Cuba           | 3–1        | México               | Estados Unidos | 3–0        | Canadá               |
| 1971 Detalhes | Havana                     | Cuba           | [ nota 1 ] | Estados Unidos       | México         | [ nota 1 ] | Porto Rico           |
| 1973 Detalhes | Tijuana                    | Estados Unidos | 3–0        | Cuba                 | Canadá         | 3–1        | Porto Rico           |
| 1975 Detalhes | Los Angeles                | Cuba           | [ nota 1 ] | México               | Estados Unidos | [ nota 1 ] | Canadá               |
| 1977 Detalhes | Santo Domingo              | Cuba           | 3–0        | México               | Estados Unidos | 3–1        | Porto Rico           |
| 1979 Detalhes | Havana                     | Cuba           | [ nota 1 ] | Canadá               | México         | [ nota 1 ] | República Dominicana |
| 1981 Detalhes | Cidade do México           | Cuba           | 3–2        | Estados Unidos       | Canadá         | 3–1        | México               |
| 1983 Detalhes | Indianápolis               | Estados Unidos | [ nota 1 ] | Canadá               | Cuba           | [ nota 1 ] | México               |
| 1985 Detalhes | Santiago de los Caballeros | Estados Unidos | 3–1        | Cuba                 | Canadá         | 3–?        | República Dominicana |
| 1987 Detalhes | Havana                     | Cuba           | 3–2        | Estados Unidos       | Canadá         | 3–?        | República Dominicana |
| 1989 Detalhes | San Juan                   | Cuba           | 3–0        | Canadá               | Estados Unidos | 3–0        | Porto Rico           |
| 1991 Detalhes | Regina                     | Cuba           | 3–2        | Estados Unidos       | Canadá         | 3–?        | México               |
| 1993 Detalhes | Nova Orleães               | Cuba           | 3–1        | Estados Unidos       | Canadá         | 3–0        | Porto Rico           |
| 1995 Detalhes | Edmonton                   | Cuba           | 3–0        | Estados Unidos       | Canadá         | 3–0        | Porto Rico           |
| 1997 Detalhes | Caguas e San Juan          | Cuba           | 3–0        | Estados Unidos       | Canadá         | 3–1        | México               |
| 1999 Detalhes | Monterrei                  | Estados Unidos | 3–1        | Cuba                 | Canadá         | 3–2        | México               |
| 2001 Detalhes | Bridgetown                 | Cuba           | 3–0        | Estados Unidos       | Canadá         | 3–0        | República Dominicana |
| 2003 Detalhes | Culiacán                   | Estados Unidos | 3–1        | Canadá               | Cuba           | 3–0        | México               |
| 2005 Detalhes | Winnipeg                   | Estados Unidos | 3–1        | Cuba                 | Canadá         | 3–0        | República Dominicana |
| 2007 Detalhes | Anaheim                    | Estados Unidos | 3–1        | Porto Rico           | Cuba           | 3–0        | Canadá               |
| 2009 Detalhes | Bayamón                    | Cuba           | 3–1        | Estados Unidos       | Porto Rico     | 3–2        | Canadá               |
| 2011 Detalhes | Mayagüez                   | Cuba           | 3–2        | Estados Unidos       | Canadá         | 3–0        | Porto Rico           |
| 2013 Detalhes | Langley                    | Estados Unidos | 3–0        | Canadá               | Cuba           | 3–2        | Porto Rico           |
| 2015 Detalhes | Córdoba                    | Canadá         | 3–1        | Cuba                 | Porto Rico     | 3–0        | México               |
| 2017 Detalhes | Colorado Springs           | Estados Unidos | 3–0        | República Dominicana | Canadá         | 3–1        | México               |
| 2019 Detalhes | Winnipeg                   | Cuba           | 3–1        | Estados Unidos       | Canadá         | 3–0        | México               |
| 2021 Detalhes | Victoria de Durango        | Porto Rico     | 3–0        | Canadá               | México         | 3–1        | Cuba                 |
| 2023 Detalhes | Charleston                 | Estados Unidos | 3–0        | Canadá               | Cuba           | 3–0        | República Dominicana |

Notas
1. 1 2 3 4 5 6 7 8  Nessas edições, não houve final. A competição foi decidida numa fase final de grupos.

## Quadro de medalhas
| Ordem | País                 | Medalha de ouro | Medalha de prata | Medalha de bronze | Total |
| ----- | -------------------- | --------------- | ---------------- | ----------------- | ----- |
| 1     | Cuba                 | 16              | 5                | 5                 | 26    |
| 2     | Estados Unidos       | 10              | 11               | 4                 | 25    |
| 3     | Canadá               | 1               | 7                | 14                | 22    |
| 4     | Porto Rico           | 1               | 1                | 2                 | 4     |
| 5     | México               | 0               | 3                | 3                 | 6     |
| 6     | República Dominicana | 0               | 1                | 0                 | 1     |

## MVPs por edição
- 1969 – 1999 – Desconhecido
- 2001 –  Ángel Dennis
- 2003 –  Clay Stanley
- 2005 –  Raidel Poey
- 2007 –  Lloy Ball
- 2009 –  Wilfredo León
- 2011 –  Keibel Gutiérrez
- 2013 –  Matthew Anderson
- 2015 –  Nicholas Hoag
- 2017 –  Micah Christenson
- 2019 –  Miguel Ángel López
- 2021 –  Arturo Iglesias
- 2023 –  Micah Christenson